# São João do Pau d'Alho
São João do Pau d'Alho là một đô thị ở bang São Paulo của Brasil. Đô thị này nằm ở vĩ độ 21º16'05" độ vĩ nam và kinh độ 51º39'57" độ vĩ tây, trên khu vực có độ cao 354 m. Dân số năm 2004 ước tính là 1.855 người. Đô thị này có diện tích 117,845 km². 
Rio Feio chảy qua São João do Pau d'Alho. Về giao thông, tuyến xa lộ SP-294 chạy qua đô thị này.